# 국립소방연구원

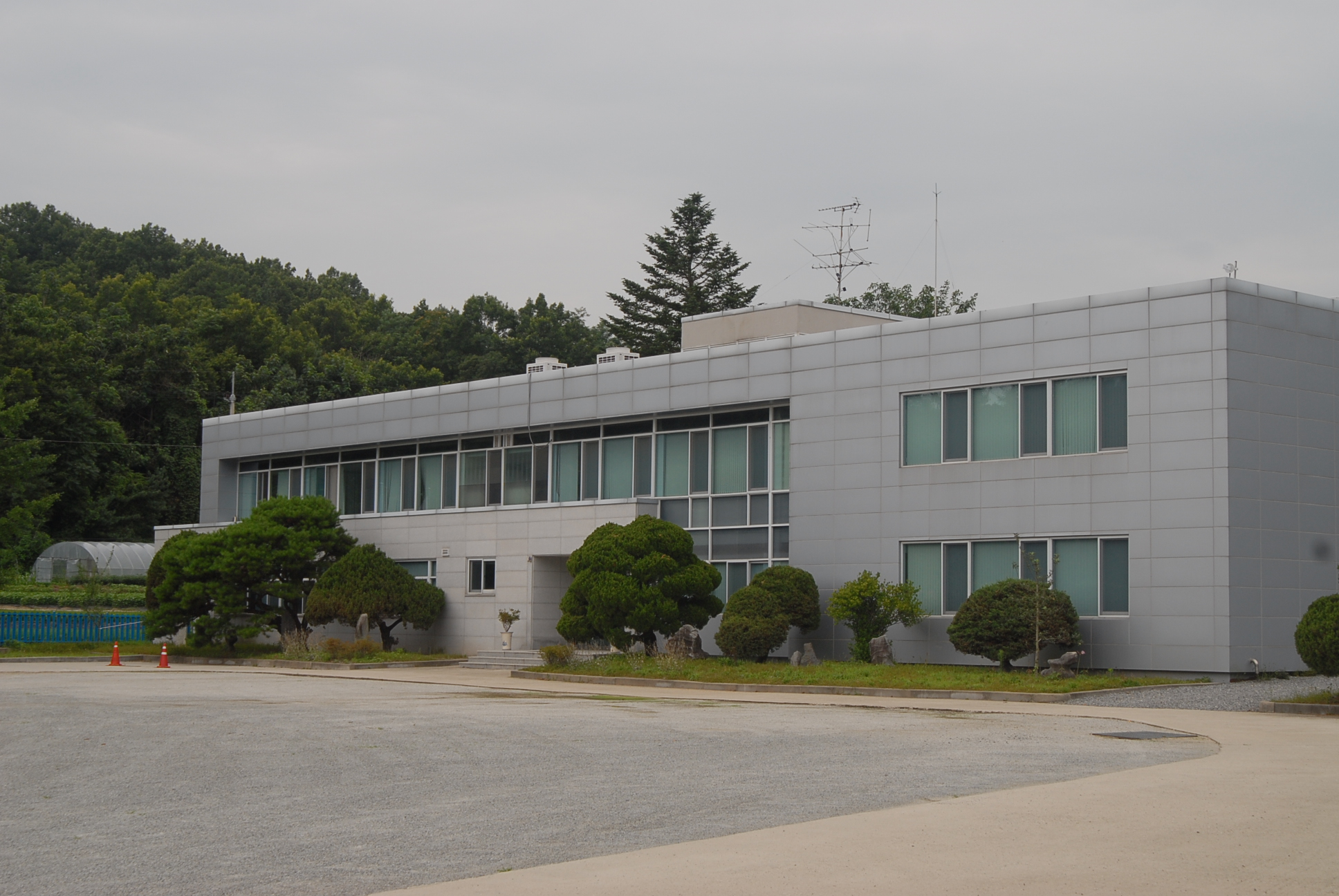
국립소방연구원 청사

국립소방연구원은 소방정책, 소방기술, 장비선진화 연구 등을 주관하는 소방청 소속 책임운영기관이다. 충남 아산시 송악면 송악로 376에 위치하고 있다.

## 연혁
- 2019년 5월 14일 : 개원

### 역대 원장
- 2019년 12월 10일 ~ 2022년 12월 9일 : 이창섭
- 2024년 3월 8일 ~ 현재 : 김연상

## 소관 업무[1]
- 소방 및 안전 관련 정책 연구 및 제도개선에 관한 사항
- 소방 및 안전 관련 기술의 연구 개발 및 보급에 관한 사항
- 소방 및 안전 관련 연구·개발 종합계획의 수립·총괄·조정의 지원
- 소방공무원 보건안전 및 복지에 관한 연구
- 화재에 대한 과학적 조사(감식·감정) 및 제도개선에 관한 사항
- 위험물 판정·시험 및 국가화재안전기준에 관한 연구
- 소방현장 대응기술에 관한 연구
- 소방현장 문제해결을 위한 연구개발 및 현장 실용화에 관한 사항
- 소방드론 개발 연구 및 교육훈련 지원에 관한 사항
- 소방 및 안전 관련 국제교류협력 및 국내·외 연구기관 공동연구
- 국가기관 또는 지방자치단체가 요청하는 소방관련 연구개발 사업의 수행
- 기타 연구원의 사업목표 달성을 위해 필요한 사업

### 과별 사무[1]

#### 연구기획지원과
- 국립소방연구원의 목표설정 및 사업계획 수립·조정·성과관리
- 국립소방연구원 주요법령 및 행정규칙 제·개정
- 소방 연구·개발 종합계획의 수립·총괄
- 소방 연구·개발 사업에 대한 지원 총괄 및 성과관리
- 국제교류 및 국제공동연구에 관한 협력
- 국립소방연구원 조직 및 정원의 관리
- 소속공무원의 승진·임용·복무·교육훈련·연금 등 그 밖의 인사사무
- 용도·회계·예산·결산 및 재산관리
- 청사시설, 차량, 전산·통신장비 등 국유재산 관리
- 보안·비상계획 및 관인의 관리
- 문서의 분류·수발·통제 등 기록물관리
- 국립소방연구원 홍보 및 간행물 발간, 홈페이지 관리
- 그 밖에 연구원 내 다른 부서의 업무에 속하지 아니하는 사항

#### 화재안전연구실

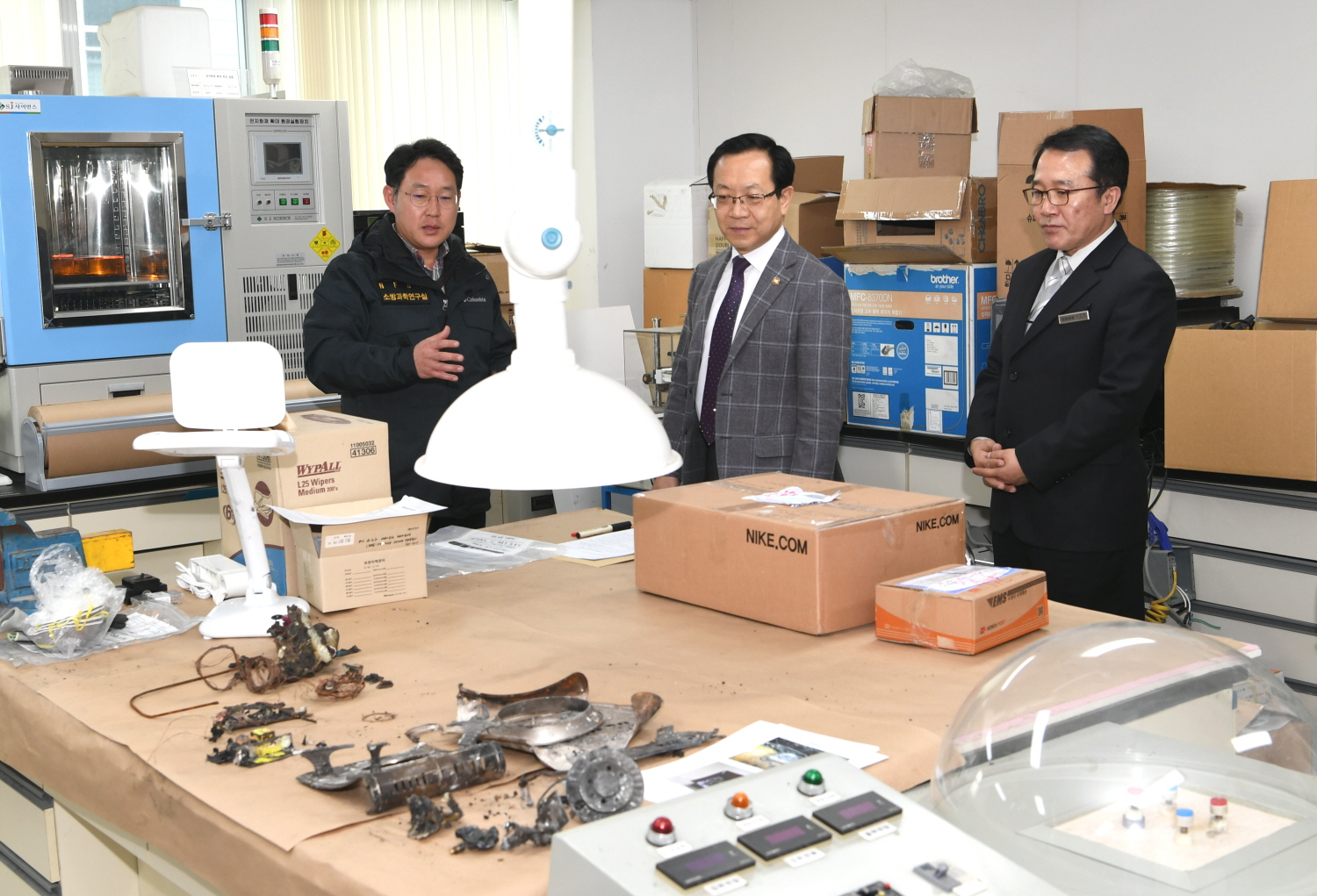
2019년 정문호 소방청장 소방과학연구실 방문

- 화재에 대한 과학적 조사에 관한 연구 및 지원
- 화재현장에 대한 감식에 관한 연구 및 지원
- 화재 증거물 감정 및 감정서 발급
- 화재원인별 분석기법에 관한 연구
- 화재원인 규명을 통한 예방 및 피해저감에 관한 연구
- 화재조사관 업무역량 향상에 관한 지원
- 공인기관 인정·운영에 관한 업무
- 위험물의 유별, 품명에 관한 판정 및 시험
- 위험성 화학물질 성분 분석 등 안전에 관한 연구
- 위험물 사고대응 및 관리제도 개선에 관한 연구
- 화재안전기준에 관한 연구·개발
- 화재안전기준 제·개정을 위한 자문 및 심의에 관한 업무 지원
- 공간화재 안전기술 및 화재성상, 화재기상 등에 관한 연구·개발·보급

#### 대응기술연구실
- 화재진압, 구조, 구급 대응기술 개선에 관한 연구
- 특수재난 대응기술에 관한 연구
- 소방현장 실용화 연구 및 정책개발에 관한 연구
- 소방현장 문제해결 기획 발굴 및 현장지원 서비스 고도화 연구
- 실증실험 기반 소방 대응력 향상 평가기술 개발·연구
- 소방현장 대응 긴급 현안 분석 및 기술 검토 서비스 지원
- 소방산업 활성화를 위한 기술 개발 지원
- 소방 연구개발 활용성 증진을 위한 관련 국내·외 연구기관 지원
- 재난안전 연구개발 사업 분야 사용자 참여형 연구 지원
- 소방드론 개발 및 운영기술 연구에 관한 사항

#### 소방정책연구실
- 소방 조직, 인사, 재정 등에 관한 연구
- 화재·구조·구급 등 소방서비스에 관한 연구
- 소방산업 진흥정책에 관한 연구
- 소방공무원 보건 및 복지에 관한 연구
- 소방공무원 안전사고 현장조사 및 원인분석, 예방대책에 관한 연구
- 국내·외 소방행정 서비스 비교·분석
- 미래소방 수요분석 및 정책과제 연구
- 소방행정, 정책 및 연구 관련 통계 수집 및 분석
- 소방연구논문, 도서·정기간행물 등의 관리 및 도서실 운영

## 공무원 기준정원[1]
| 총 계                              | 43 |
| ---------------------------------- | -- |
| 1. 특정직(소방공무원) 계           | 19 |
| 소방정                             | 1  |
| 소방령                             | 1  |
| 소방경                             | 4  |
| 소방위                             | 7  |
| 소방장                             | 5  |
| 소방교                             | 1  |
| 2. 일반직 계                       | 24 |
| 고위공무원단에 속하는 임기제(원장) | 1  |
| 전문경력관 가군                    | 1  |
| 공업연구관 또는 시설연구관         | 7  |
| 시설사무관                         | 1  |
| 공업연구사 또는 시설연구사         | 12 |
| 시설주사                           | 2  |
| 시설주사보                         | 0  |
| 3. 시간선택제공무원 계             | 0  |
| 일반직 계                          | 0  |
| 사서서기                           | 0  |